# Pegman
Pegman es el muñeco que utiliza el subprograma de Google; Google Street View para poder ver diversas calles. También es frecuentemente llamado muñeco del Street View. 
Su uso es muy sencillo, anteriormente se encontraba situado en la parte superior izquierda de la pantalla, ahora con la nueva imagen de Google Maps se encuentra ubicado en la esquina inferior derecha y basta con arrastrarlo de su posición inicial para poder ver los distintos países. 
Este muñeco no solo sirve para el Google Street View (incluyendo los recorridos del Google Trike, la moto de nieve y Art Project), sino que también vale para las imágenes subidas por todos los usuarios al también programa de Google; Panoramio.
El 26 de noviembre de 2008, se sustituyeron las cámaras que enlazaban con las imágenes al pegman.
En Google Earth, también está disponible el pegman para todos los continentes, incluyendo los trazados que no están fotografiados.

## Pegman de diversas maneras
Para la mayoría de las zonas en vista de la calle, pegman se muestra como una figura amarilla estándar. Algunas áreas tienen una versión modificada para áreas específicas. Por ejemplo, en Legoland (California) ha sido Cambiado como un personaje de Lego, en Hawái él es una sirena, y en la isla de la media luna (Antártida) se muestra como un pingüino barbijo. En algunos estadios y deportes instalaciones, aparece con ropa deportiva cuando se deja caer en el mapa, como ejemplo en el Estadio Arthur Ashe en Corona Park de Queens, Nueva York. Cuando el modo Quest está habilitado y Mapas GL está desactivado, cambia en el estilo de un personaje de videojuego, y cuando cae en el Centro Espacial Kennedy de la NASA, se muestra como un astronauta. En el caso del Lago Ness, se muestra como Nessy, el legendario monstruo marino, de un color verde, con cola y una gorra roja típica de las "tierras altas" de Escocia. Además, en el Palacio de Buckingham, se muestra como la reina Isabel II.

### En celebración de otros eventos
Aunque el color típico del pegman sea de color naranja, en ciertas ocasiones, Google lo viste con otras vestimentas. Por ejemplo en el día de San Patricio o la boda real entre Guillermo de Inglaterra y Kate Middleton.
Cuando vas al Área 51, Pegman es un ovni
En Navidad, Google lo vestía con un gorro navideño.